# Ши Ши ши ши ши

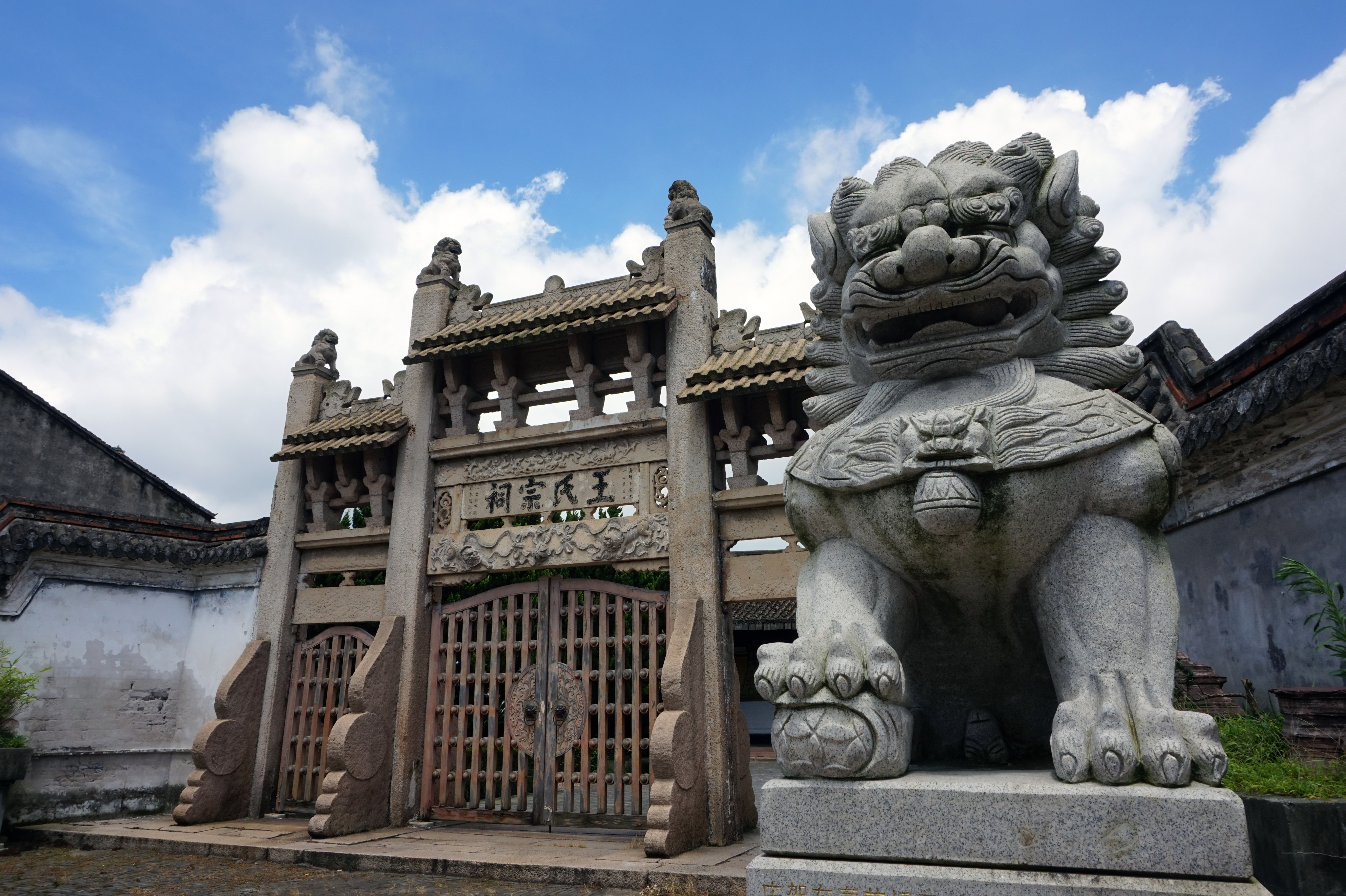
Кам'яний лев у форті Йонгчанг

«Ши Ши ши ши ши» (кит. 施氏食獅史, пін. Shī Shì shí shī shǐ) — вірш класичною китайською мовою, який створив китайський лінгвіст Чжао Юаньжень (кит. трад. 趙元任, спр. 赵元任, піньїнь Zhào Yuánrèn, 1892—1982). Назву можна перекласти як «Історія про те, як пан Ши їв левів». Усі 92 склади вірша читаються як ши в одному з чотирьох тонів. Текст, записаний класичною китайською мовою, зрозумілий більшості освічених читачів. Проте більш ніж 2500-річна еволюція вимови спричинила сильну омофонію, внаслідок чого вірш, при читанні його сучасним пекінським діалектом чи іншим діалектом або при записі фонетичною системою, стає абсолютно незрозумілим для носіїв мови[⇨].

## Текст вірша
Піньїнь:
«Shī Shì shí shī shǐ»
Shíshì shīshì Shī Shì, shì shī, shì shí shí shī.

Shì shíshí shì shì shì shī.

Shí shí, shì shí shī shì shì.

Shì shí, shì Shī Shì shì shì.

Shì shì shì shí shī, shì shǐ shì, shǐ shì shí shī shìshì.

Shì shí shì shí shī shī, shì shíshì.

Shíshì shī, Shì shǐ shì shì shíshì.

Shíshì shì, Shì shǐ shì shí shì shí shī.

Shí shí, shǐ shí shì shí shī, shí shí shí shī shī.

Shì shì shì shì.
Запис китайськими ієрогліфами:
《施氏食獅史》
石室詩士施氏, 嗜獅, 誓食十獅。

氏時時適市視獅。

十時, 適十獅適市。

是時, 適施氏適市。

氏視是十獅, 恃矢勢, 使是十獅逝世。

氏拾是十獅屍, 適石室。

石室濕, 氏使侍拭石室。

石室拭, 氏始試食是十獅。

食時, 始識是十獅, 實十石獅屍。

試釋是事。
Приблизний переклад українською мовою:
Жив у кам'яній печері поет Ши Ши, який любив їсти левів і вирішив з'їсти десять за один раз.
Він часто ходив на ринок, де дивився — чи не завезли на продаж левів?
Одного разу, о десятій ранку, десятеро левів привезли на ринок.
У той же час на ринок приїхав Ши Ши.
Побачивши тих десятеро левів, він убив їх стрілами.
Він приніс трупи десятьох левів у кам'яну печеру.
У кам'яній печері було вогко. Він наказав слугам прибрати в ній.
Після того, як кам'яна печера була прибрана, він взявся за їжу.
І коли він почав їсти, виявилось, що ці десять левів насправді були десятьма кам'яними левами.
Спробуй це поясни!

### Кантонськепрочитання (записсистемою ютпхін)
sek6 sat1 si1 si6 ji6 si6 si3 si1 sai6 ji6 sap6 si1
si6 si4 si4 sik1 si5 si6 si1
sap6 si4 sik1 sap6 si1 sik1 si5
si6 si4 sik1 ji6 si6 sik1 si5
si6 si6 si6 sap6 si1 ci5 ci2 sai3 sai2 si6 sap6 si1 sai6 sai3
si6 sap6 si6 sap6 si1 si1 sik1 sek6 sat1
sek6 sat1 sap1 si6 sai2 si6 sik1 sek6 sat1
sek6 sat1 sik1 si6 ci2 si3 ji6 si6 sap6 si1
ji6 si4 ci2 sik1 si6 sap6 si1 sat6 sap6 sek6 si1 si1
si3 sik1 si6 si6

## Подібне українською мовою
— Як як?
 — Як як як.
(діалог українських скотарів у Непалі)